# Дельта Венеры (фильм)
«Дельта Венеры» (англ. Delta Of Venus) — эротическая мелодрама 1995 года режиссёра Залмана Кинга. Фильм снят по мотивам одноимённого сборника эротических новелл французской писательницы Анаис Нин, написанных писательницей ещё в 1940-х годах, но опубликованных впервые только в 1977 году.
Фильм снят с участием Чехии, съёмки фильма проходили в Праге. Главные роли в этом фильме исполнили Оди Ингленд, Костас Мэндилор, Эрик Да Сильва, Рэйвен Сноу, Рори Кэмпбелл и Бернард Зетте. Премьера фильма состоялась 9 июня 1995 года в Турции.

## Сюжет
Фильм рассказывает историю молодой писательницы Елены, которая уезжает из Америки и осенью 1939 года оказывается во Франции в Париже. Елена пишет любовные романы — она молода и амбициозна и стремится покорить местную читательскую аудиторию.
Молодая женщина переживает короткий и страстный роман с одним из американских писателей, о котором через время забывает. А её работу начинает финансировать анонимный коллекционер — но он хочет получить от неё более скандальные рассказы. Позже она узнаёт, что за этим коллекционером стоит тот самый писатель, которого она полюбила сразу по приезде в Париж.

## В ролях
- Оди Ингленд[англ.] — Елена Мартин
- Костас Мэндилор — Лоуренс Уолтерс
- Эрик Да Сильва — Марсель
- Марек Вашут — Люк
- Бернард Зетте — Дональд (как Зетте)
- Эмма Луиз Мор — Ариэль
- Рэйвен Сноу — Лейла
- Рори Кэмпбелл — Мигель
- Даниэль Леза — Пьер
- Маркета Грубесова — Биджу
- Клайв Ревилл — диктор радио (только голос)

## Съёмочная группа
- Произведение: Анаис Нин
- Авторы сценария: Элиза Ротштайн и Патрисия Луизиана Кноп
- Режиссёр: Залман Кинг
- Продюсер: Эвжен Колар
- Оператор: Игл Эгилссон
- Композитор: Джордж Клинтон
- Художник: Зденек Флемминг
- Монтаж: Джеймс Гэвин Бедфорд и Марк Гроссмэн
- Костюмы: Джоли Анна Хименес